# يون أمديسن
simo sedraty"'، من مواليد 8 يوليو 1934، وتوفي في 14 يناير 1997، لاعب كرة قدم دنم
لعب مع منتخب الدنمارك لكرة القدم.

## وصلات خارجية
- يون أمديسن على موقع قاعدة بيانات كرة القدم.إي يو (الإنجليزية)
- يون أمديسن على موقع ناشيونال فوتبول تيمز (الإنجليزية)
- يون أمديسن على موقع عالم كرة القدم.نت (الإنجليزية)